# گایال
گایال (Ghayal) یا زخمی یک فیلم اکشن و درام هندی محصول سال ۱۹۹۰ به نویسندگی و کارگردانی راجکومار سانتوشی (در اولین کارگردانی خود) و تهیه‌کنندگی درمندرا ساخته شده است. در این فیلم سانی دئول، میناکشی سشادری، راج بابار و آمریش پوری ایفای نقش می‌کنند و موشومی چاترجی، آنو کاپور، اوم پوری، شرات ساکسنا و سودش بری نقش‌های فرعی را ایفا می‌کنند. این فیلم ۲۰ کرور روپیه فروش داشت و در گیشه هند به عنوان یک «فوق العاده موفق» اعلام شد. این فیلم همچنین دومین فیلم پرفروش آن سال بود. به گفته باکس آفیس هند، «گایال در اکران‌های تکراری رکورد زده بود. هیچ فیلمی از دهه نود حتی در اکران‌های تکراری به آن نزدیک نبود و تنها فیلم شعله در تاریخ سینمای هندی در اکران‌های تکراری کسب و کار بالاتری دارد.»
این فیلم در سی و ششمین دوره جوایز فیلم فیر ۸ نامزدی دریافت کرد و ۷ جایزه از جمله بهترین فیلم، بهترین کارگردانی برای سانتوشی و بهترین بازیگر مرد برای دئول را از آن خود کرد. در سی و هشتمین دوره جوایز ملی فیلم، این فیلم برنده جایزه ملی فیلم برای بهترین فیلم محبوب ارائه دهنده سرگرمی سالم شد و سانی دئول جایزه فیلم ملی - ذکر ویژه را دریافت کرد. گایال در سال ۱۹۹۲ در تامیل به‌عنوان بهاراتان، در تلوگو به‌عنوان گامیام در سال ۱۹۹۸ و در کنادا به‌عنوان ویشوا بازسازی شد. در ۵ فوریه ۲۰۱۶، دنباله مستقیمی با عنوان گایال: یک‌بار دیگر منتشر شد.

## جوایز
- جایزه فیلمفیر بهترین بازیگر نقش اول مرد برای سانی دئول
- جایزه فیلمفیر بهترین فیلم برای درمندرا
- جایزه فیلمفیر بهترین کارگردانی برای راجکومار سانتوشی
- جایزه فیلمفیر بهترین تدوین برای وی ان مایکار
- جایزه فیلمفیر بهترین داستان برای راجکومار سانتوشی
- جایزه فیلمفیر بهترین فیلمبرداری برای راجان کوتاری
- جایزه فیلمفیر بهترین مدیر هنری برای نیتیش روی

## خلاصه داستان
«آجی مهرا» بوکسور جوانی است که خود را برای یک مسابقه بوکس آماده می‌کند. پس از اینکه برادر بزرگش «آشوک» ناپدید می‌شود او شروع به جستجو برای یافتن برادرش می‌کند و متوجه می‌شود که سناتور سرشناسی بنام «بالوانت رای» برادرش را به اسارت گرفته زیرا آشوک قصد داشته مدارکی علیه کارهای خلاف بالوانت رای ارائه دهد. آجی تمام تلاشش را می‌کند تا برادرش را نجات دهد ولی بالوانت رای آشوک را کشته و جسدش را برای آجی می‌فرستد. آجی به جرم قتل برادرش محاکمه شده و با شهادت وکیلی بنام گوپتا که عموی همسر برادرش است به اعدام محکوم می‌شود. همسر برادر آجی دست به خودکشی می‌زند و آجی به همراه سه نفر دیگر از زندان می‌گریزد تا انتقام بگیرد. به دنبال آن سرگرد دسوزا پرونده را به عهده می‌گیرد. آجی و دوستانش یک به یک عوامل بالوانت رای را می‌کشد. دسوزا از طریق همسر آجی، «وارشا» او را پیدا کرده و پس از درگیری آجی می‌گریزد و متوجه می‌شود که وارشا توسط بالوانت رای به اسارت گرفته شده. آجی به کارخانه بالوانت رای حمله کرده و تا یک شهر بازی وی را تعقیب می‌کند وقتی قصد کشتن او را می‌کند توسط پلیس دستگیر می‌شود ولی وارشا در لحظات آخر اسلحه ای به او داده و آجی با شلیک چند گلوله به زندگی بالوانت رای خاتمه می‌دهد. سرگرد دسوزا که از تمام ماجرا باخبر شده لبخند رضایتبخشی زده و آجی را دستگیر می‌کند.

## بازیگران و صداپیشگان
| نقش                    | بازیگر              | دوبلُر            |
| آجی مهرا               | سانی دئول           | منوچهر والی زاده |
| وارشا بهاراتی          | میناکشی سشادری      | شهلا ناظریان     |
| بالوانت رای            | آمریش پوری          | نصرالله مدقالچی  |
| آشوک مهرا، سرگرد دسوزا | راج بابار، اوم پوری | حسین عرفانی      |
| آقای گوپتا             | شفیع اینامدار       | ناصر احمدی       |
| رئیس پلیس آشوک پرادان  | کولبوشان کارباندا   | تورج مهرزادیان   |
| بازرس شرما             | دیپ دیلون           | پرویز ربیعی      |
| جاگیرا                 | شارات ساکسنا        | مهدی آرین نژاد   |